# Karim Alami
Karim Alami (Casablanca, 24 de Maio de 1973) é um ex-tenista profissional que fez parte da geração de ouro do tênis do Marrocos, da qual também fizeram parte Younes El Aynaoui e Hicham Arazi.

## Títulos

### Simples (2)
| Legenda (Simples)      |
| Grand Slam (0)         |
| Tennis Masters Cup (0) |
| ATP Masters Series (0) |
| ATP Tour (2)           |

| N. | Data              | Torneio         | Piso   | Oponente      | Placar            |
| 1. | Abril 29, 1996    | Atlanta, EUA    | Saibro | Nicklas Kulti | 6–3, 6–4          |
| 2. | Setembro 23, 1996 | Palermo, Itália | Saibro | Adrian Voinea | 7–5, 2–1, retired |

### Vices (4)
| N. | Data              | Torneio              | Piso   | Oponente       | Placar         |
| 1. | Março 14, 1994    | Casablanca, Marrocos | Saibro | Renzo Furlan   | 6–2, 6–2       |
| 2. | Junho 8, 1998     | Bologna, Itália      | Saibro | Julián Alonso  | 6–1, 6–4       |
| 3. | Abril 12, 1999    | Barcelona, Espanha   | Saibro | Félix Mantilla | 7–62, 6–3, 6–3 |
| 4. | Setembro 27, 1999 | Bucharest, Romênia   | Saibro | Alberto Martín | 6–2, 6–3       |

## Duplas (1)
| Legenda                |
| Grand Slam (0)         |
| Tennis Masters Cup (0) |
| ATP Masters Series (0) |
| ATP Tour (1)           |

| N. | Data             | Torneio           | Piso   | Parceiro      | Oponente                          | Placar        |
| 1. | Setembro 8, 1997 | Marbella, Espanha | Saibro | Julián Alonso | Alberto Berasategui Jordi Burillo | 4–6, 6–3, 6–0 |

### Vice (3)
| N. | Data             | Torneio              | Piso   | Parceiro     | Oponente                            | Placar   |
| 1. | Junho 17, 1996   | Bologna, Itália      | Saibro | Gábor Köves  | Brent Haygarth Christo van Rensburg | 6–1, 6–4 |
| 2. | Março 24, 1997   | Casablanca, Marrocos | Saibro | Hicham Arazi | João Cunha e Silva Nuno Marques     | 7–6, 6–2 |
| 3. | Outubro 27, 1997 | Bogotá, Colômbia     | Saibro | Maurice Ruah | Luis Lobo Fernando Meligeni         | 6–1, 6–3 |